# Neuilly-en-Donjon
Neuilly-en-Donjon település Franciaországban, Allier megyében. Lakosainak száma 198 fő (2022. január 1.). Neuilly-en-Donjon Le Bouchaud, Le Donjon, Lenax, Luneau és Saint-Didier-en-Donjon községekkel határos.

## Népesség
A település népességének változása:
| Lakosok száma | 486  | 363  | 309  | 236  | 218  | 219  | 222  | 221  | 213  | 198  |
|               | 1968 | 1982 | 1990 | 2006 | 2013 | 2015 | 2017 | 2019 | 2020 | 2022 |